# Antezana de Foronda
Antezana de Foronda (oficialmente Antezana/Andetxa) es un concejo del municipio de Vitoria, perteneciente a la Cuadrilla de Vitoria, en la provincia de Álava, País Vasco (España).

## Toponimia
Aparece escrito como Andiggana en 1025 en la Reja de San Millán.También adopta las denominaciones Anteçana (1257), Anteçana de Alava (1409), Andechabidea o Antecharabidea (1531), Antezana de Alava (1797) Andecha-Arratea (1849), Antezana de Foronda (1962) y Andetxa (2005)  entre otras.

## Geografía física
El concejo está situado 9 km al noroeste de la ciudad de Vitoria, junto a la terminal del Aeropuerto de Vitoria, por lo que cuenta con buenos accesos a través de vías rápidas.
| Noroeste: Legarda (Álava) Artaza de Foronda | Norte: Foronda  | Nordeste: Mendiguren    |
| Oeste: Mandojana Guereña                    |                 | Este: Aranguiz          |
| Suroeste: Estarrona                         | Sur: Asteguieta | Sureste: Lopidana Yurre |

## Historia
El concejo, también llamado Antezana de Álava o simplemente Antezana fue lugar de señorío, perteneciendo a la Hermandad de Badayoz. En el siglo XVI existió en la localidad la torre de los Ortiz de Zárate, que pertenecía al Duque del Infantado. Perteneció al municipio de Foronda, hasta que este fue absorbido por el de Vitoria en la década de 1970, cuando las localidades de dicho municipio contabilizaban una población de derecho de 708 habitantes. Junto al pueblo se construyó el aeropuerto de Foronda. Es el concejo más cercano a la terminal del aeropuerto y a las pistas.

## Demografía
Su población ha descendido sensiblemente en las últimas décadas, ya que en 1960 contaba aún con 113 habitantes. En 2018 el concejo cuenta con una población 79 habitantes según el Padrón Municipal de habitantes del Ayuntamiento de Vitoria.
| Gráfica de evolución demográfica de Antezana de Foronda entre 2000 y 2017 |
|                                                                           |
| Población de derecho según los censos de población del INE.               |

## Cultura

### Patrimonio material
- Iglesia de San Miguel. Data del siglo XVIII-XIX, época en la que está fechado su retablo mayor, de estilo barroco.[11] Desde 2017 acoge la obra muralistica Pinturas para la vida, del artista Xabier Egaña, realizada entre 2013 y 2017.[12][13][14]
- Ermita de Nuestra Señora de Armola. Del siglo XIII. En ella se encontraba la imagen de Nuestra Señora de Armola que actualmente se encuentra en la Iglesia de San Miguel. Desapareció como consecuencia de la obras del aeropuerto. El día 28 de noviembre de 1976 a las cuatro de la tarde y con un sol espléndido, la Imagen de la Virgen de La Armola es trasladada procesionalmente desde la Ermita a la Parroquia de San Miguel de Antezana, donde hoy se sigue venerando.[15]
- Crucero localizado dentro del caserío, presidiendo el pequeño espacio ajardinado definido por un encuentro de viales al Noreste del caserío. Esta ubicación sustituye a la que ocupó originalmente –adscrito al camino que desde Antezana se dirigía hacia Vitoria pasando por Lopidana y Yurre, y muy próximo a la antigua ermita Nuestra Señora de Armola que, igualmente fue desmantelada con motivo de la construcción del aeropuerto.[16]
- Fuente de 1778 situada en el centro de la localidad, junto a la iglesia.[17]
- Molino, probablemente medieval. Se cita en el año 1548, como propiedad de socios hijosdalgo y pecheros. En 1602 sus socios viqueros eran 13. En los años 70 ¿del siglo XX? permanecía en activo siendo 46 el número de socios.[18]

### Patrimonio inmaterial
- El patrono del pueblo es San Miguel Arcángel (29 de septiembre). Las fiestas se celebran el fin de semana posterior.[19]